# Meryem Boz

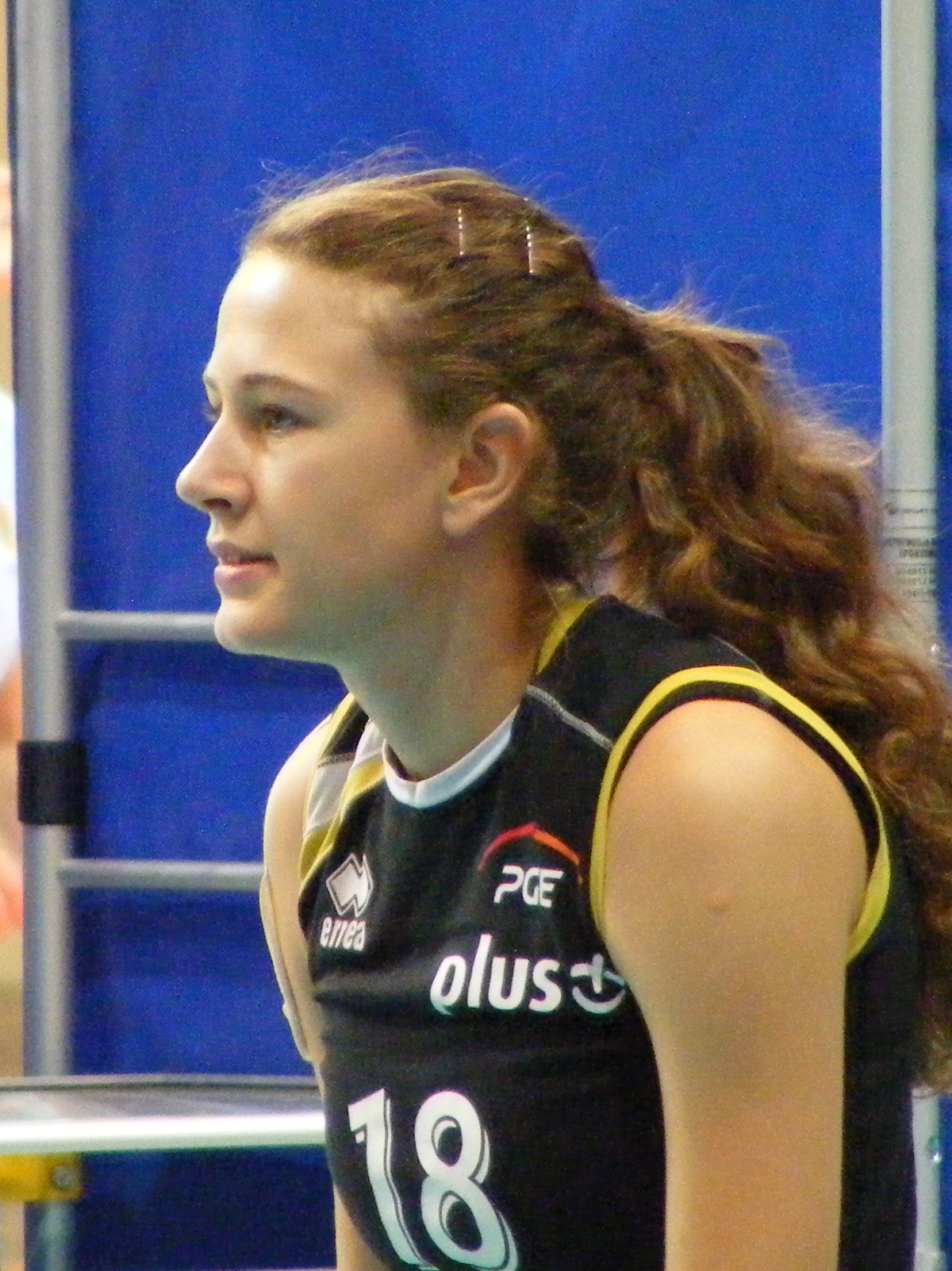
Meryem Boz zawodniczką Atomu Trefl Sopot

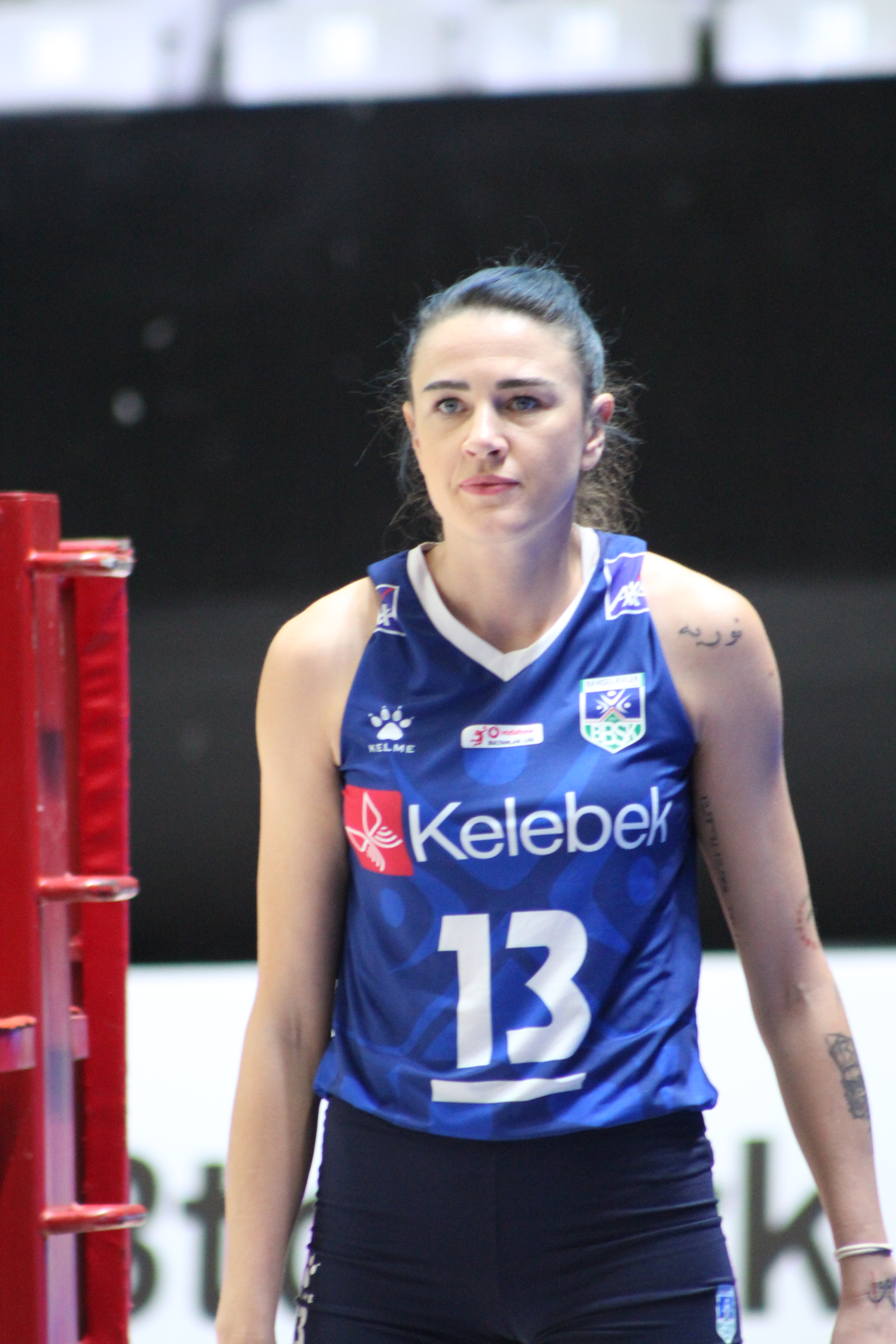
Meryem Boz zawodniczką Bahçelievler Belediyespor

Meryem Boz (ur. 3 lutego 1988 w Eskişehirze) – turecka siatkarka, reprezentantka kraju, grająca na pozycji atakującej. W sezonie 2010/2011 występowała w PlusLidze Kobiet, w drużynie Atom Trefl Sopot.

## Kariera klubowa
| Lata                      | Klub                          |
| 2005–2010                 | İlbank Ankara                 |
| 2010–2011                 | Atom Trefl Sopot              |
| 2011–2012                 | İlbank Ankara                 |
| 2012–2013                 | Fenerbahçe Stambuł            |
| 2013–2014                 | Halkbank Ankara               |
| 2014–2015                 | Bursa BBSK                    |
| 2015–2016                 | Nilüfer Belediyespor          |
| 2016–2018                 | Seramiksan SK                 |
| 2018–2019                 | Galatasaray Stambuł           |
| 2019–2021                 | Aydın Büyükşehir Belediyespor |
| 2021–2022                 | VakıfBank Stambuł             |
| 2022–2024                 | Fenerbahçe Opet Stambuł       |
| 2024–2024 (do 06.12.2024) | Bahçelievler Belediyespor     |
| 2024– (od 11.12.2024)     | Sarıyer Belediyesi SK         |

## Sukcesy klubowe
Liga polska:
- 2011

Klubowe Mistrzostwa Świata:
- 2021
- 2012

Puchar CEV:
- 2013

Puchar Challenge:
- 2015

Superpuchar Turcji:
- 2021, 2022[4]

Puchar Turcji:
- 2022[5], 2024[6]

Liga turecka:
- 2022[7], 2023[8], 2024[9]

Liga Mistrzyń:
- 2022[10]

## Sukcesy reprezentacyjne
Liga Europejska:
- 2015
- 2010

Mistrzostwa Europy:
- 2019
- 2017, 2021

Liga Narodów:
- 2018
- 2021

Volley Masters Montreux:
- 2018

## Nagrody indywidualne
- 2015: MVP Pucharu Challenge